# Lojinx
Lojinx es una compañía discográfica independiente británica fundada en el 2004 por el miembro Andrew Campbell del grupo británico de rock: Farrah. En la cual cuenta con algunos numerosos materiales hechos por la discográfica.
La discográfica fue catalogada en el 2010 como una de las "Mejores Discográficas del 2010" por la zona de South London, en Reino Unido.
Lojinx es filial de Essential Music, en la cual también es de otras discográficas como: Fierce Panda Records.

## Algunos artistas de la discográfica
- Eric Burdon (War, The Animals)
- Fountains of Wayne
- Nina Persson (The Cardigans)
- They Might Be Giants